# Georges Bolard
Pour les articles homonymes, voir Bolard.
Georges Bolard, né le 11 février 1940 à Vernierfontaine, est un universitaire, avocat et homme politique français.

## Biographie
Agrégé des facultés de droit et des sciences économiques (1970) et professeur émérite à la Faculté de droit de Dijon (Université de Dijon). Avocat honoraire (Paris ). Maire de Vernierfontaine (Doubs) et député suppléant (1973)  puis député du Doubs (1977-1978). Directeur de cabinet du Président Edgar Faure. (1979-1980) 
Il est avocat au Luxembourg (cabinet BF-Avocats)